# 筆架山隧道
筆架山隧道（英語：Beacon Hill Tunnel）是香港港鐵東鐵綫的一條隧道，位於九龍塘站至大圍站之間，貫穿筆架山。現在使用的雙線隧道於1978年動工，並於1981年4月26日啟用（原訂1980年中完工），由日本青木建設負責興建。

## 概要
第一條筆架山隧道於1906年開始建造，並於1910年啟用，隧道全長約2.4公里，屬於單軌雙程行車。
直至1970年代，為配合九廣鐵路－英段的電氣化及現代化，九廣鐵路局開始進行雙軌雙程鋪設工程，以紓緩客流量的急速增長，並提升列車速度。當局在舊隧道的西面建造一條單管雙軌雙程行車的新隧道，高度及闊度分別為約7米及10米（與1978年通車的獅子山隧道北行管道相若），以支援鐵路電氣化。
1981年4月26日，隨著新隧道啟用，九廣鐵路局遂將舊有的畢架山隧道關閉。而目前舊隧道內的行車軌道已被拆除，原本當局考慮改建為行車隧道，以舒緩獅子山隧道的交通壓力，但因為消防等問題而取消，之後加建輸送管供香港中華煤氣有限公司用作輸送煤氣及天然氣。

## 外部連結
- 煙墩山隧道介紹 （页面存档备份，存于） MTRider facebook.com
- 舊筆架山隧道九龍塘入口 （页面存档备份，存于）
- 舊筆架山隧道沙田入口 （页面存档备份，存于）
- 舊筆架山隧道-香港討論區 （页面存档备份，存于）
- 舊筆架山隧道-香港行山網 （页面存档备份，存于）
- 【蘋話當年】地圖上百年秘道？1981年九鐵停用煙墩山隧道 （页面存档备份，存于）